# John Godfrey Conran
John Godfrey Conran (n. 1960) es un botánico australiano, que desarrolla actividades académicas en la Escuela de Ciencias de la Tierra y el Ambiente, Universidad de Adelaide.
Trabaja con la flora carnívora de Australia Occidental.

## Algunas publicaciones
- john godfrey Conran, jennifer m. Bannister, daphne e. Lee. 2009. Earliest orchid macrofossils: Early Miocene Dendrobium and Earina (Orchidaceae: Epidendroideae) from New Zealand. Am.J.Bot. 2: 466-474

- allen Lowrie, ian d. Cowie, john g. Conran. 2008. A new species and section of Utricularia (Lentibulariaceae) from northern Australia. Telopea 12(1): 31-46

- -------------------, john godfrey Conran. 2008. A review of Drosera whittakeri s. lat. (Droseraceae) and description of a new species from Kangaroo Island, South Australia Archivado el 4 de octubre de 2009 en Wayback Machine.. Telopea 12(2): 147-165

- -------------------, --------------------------------. 2008. Byblis guehoi (Byblidaceae), a new species from the Kimberley, Western Australia. — PDF Telopea 12 (1): 23–29

- john godfrey Conran. 2008. Aestivation organ structure in Drosera subgen. Ergaleium (Droseraceae): corms or tubers; roots or shoots? Austr.J.Botany 56: 144–152

- --------------------------------, allen Lowrie, jessica moyle-Croft. 2002. A Revision Of Byblis (Byblidaceae) In South-Western Australia. Nuytsia 15(1): 11-19

- allen Lowrie, john g. Conran. 1998. A Taxonomic Revision Of The Genus Byblis (Byblidaceae) In Northern Australia. Nuytsia 12 (1):59-74

- beth Gott, john g. Conran. 1991. Victorian Koorie Plants: Some Plants Used by Victorian Koories for Food, Fibre, Medicines and Implements. 2ª edición reimpresa de Yangennanock Women's Group, Aboriginal Keeping Place, 71 pp. ISBN 064603846X

- john godfrey Conran, allen Lowrie. 1993. Byblis liniflora subsp. occidentalis (Byblidaceae), A New Subspecies From North-Western Australia. In: Austral. Syst. Bot. 6: 175-179

- --------------------------------. 1988. Comparisons of Classical, Phenetic and Cladistic Analyses of Some Net-veined Liliiflorae. 30 pp.

- --------------------------------. 1985. The Taxonomic Affinities of the Genus Drymophila (Liliaceae S.l.) Editor Univ. of Queensland

- --------------------------------. 1985. A Phenetic Study of the Relationships of Drymophila R.Br. Within the Reticulate Veined Liliiflorae. 29 pp.

- --------------------------------, peter l. Anderson. 1978. Lake Maroon Botany: A Field Guide. Editor St. Joseph's College, 69 pp. ISBN 0959555900

- La abreviatura «Conran» se emplea para indicar a John Godfrey Conran como autoridad en la descripción y clasificación científica de los vegetales.[1]